# 2249 Yamamoto
2249 Yamamoto este un asteroid din centura principală, descoperit pe 6 aprilie 1942 de Karl Reinmuth.